# Kalat
Kalāt o Kalāt-e Nāderi (farsi کلات) è il capoluogo dello shahrestān di Kalat, circoscrizione Centrale, nella provincia del Razavi Khorasan in Iran. Aveva, nel 2006, una popolazione di 6.529 abitanti. Si trova vicino al confine con il Turkestan.
Kalat-i-nadiri era una fortezza naturale posta su di un vasto massiccio protetto dalle montagne. Fu assediata da Alessandro Magno e infine presa da Craterus, ma fu l'unica a resistere all'assedio di Tamerlano.

## Luoghi d'interesse
- Il palazzo Khorshid, fatto costruire da Nadir Shah, fondatore della dinastia afsharide.
- Il canyon ad est della città con un'antica storica diga 36°59′13″N 59°48′52″E.